# Torre dels Galls Carnuts
Torre dels Galls Carnuts és un monument protegit com a bé cultural d'interès local del municipi d'Aiguamúrcia (Alt Camp).

## Descripció
Torre de planta rectangular de 8 x 6 m i 7 m d'alçada. Fàbrica de carreuons amb carreus als angles. A la façana sud hi ha una porta adovellada de mig punt. Hi ha espitlleres als quatre costats. Un arc de mig punt de pedra picada formava les dues tramades del trespol. Al segon pis en queden restes d'un altre arc de mig punt. La torre estava coberta amb una teulada, possiblement a dues vessants amb el carener paral·lel a la façana principal. L'interior té planta baixa i dos pisos de sostre pla embigat que descansen en dos arcs diafragmàtics. Aparentment la torre és d'estil gòtic (segles XIII-XIV).

## Història
Notícies documentals escasses. El 1217 consta com a propietat dels castlans del castell de Selma.